# 奥拉克扎伊
奥拉克扎伊是定居在現今巴基斯坦开伯尔-普什图省奥拉克兹特区、阿富汗瓦尔达克省的一個普什图族部落。奥拉克扎伊部隊的男人曾經在莫卧儿帝国军队中服役。奥拉克扎伊的武裝人員曾在蒂拉赫战役中與英属印度诸省交戰。